# 東京スタイル事件
東京スタイル事件（とうきょうスタイルじけん）とは村上ファンドによる株式事件。

## 概要
連結売上625億円ながら現金や有価証券などで1280億円の内部留保資金を保有していたアパレルメーカー東京スタイルは、内部留保資産を利用して500億円規模の不動産投資計画を発表していた。これに対し村上ファンド側は「過剰な内部留保を本業以外の投資に回すのはおかしい。500億円は株主に配当し、他の資産は本業強化などに有効活用すべきだ」と主張し、収益を株主に還元する株主提案書を提出した。
2002年に村上ファンドは東京スタイル株を買占め、発行済み株式の9.3%を買って筆頭株主となり、東京スタイルの株価が大幅に上昇した。
2002年の株主総会の議決権確定日までに、村上ファンドは1株当たり500円の配当、発行株式総数の33%にあたる自社株の購入、社外取締役2名の選任を求めた。これに対して東京スタイル側は銀行や取引先など持ち合い株の多数派工作を敢行。一方で株主配当金の増配や上限123億円の自社株購入を提案。5月23日に株主総会が開かれ、村上ファンド側が期待していた個人投資家の過半数が会社側支持に回った事、さらにM&A側に好意的だった外国人投資家の一部の委任状が不達となったことから村上ファンド側の敗北となった。
しかし、東京スタイルが今回の株主総会で配当の増配と社外取締役の選任に踏み切ったため、村上ファンド側は「十分かどうかは別として、あの東京スタイルでさえ変わってきた」と一定の評価をした。
2003年の株主総会では議決権確定日までに、村上ファンドが所有する株式は全体の12.5%余りまで買い増し、株価下落を回避するため、発行済株式の約20%、上限300億円の自社株購入枠の設定を提案した。これに対して東京スタイル側は発行済株式の約10%、上限110億円の自社株購入枠の設定を提案した。5月22日の株主総会が開かれ、東京スタイル側の提案が賛成多数となったため、前年に続いて村上ファンド側の敗北となった。
「会社とは誰の物か?」という観点から株主の社会的責任及び株主利益が見直される契機となった。

## 株主代表訴訟
2003年8月25日、村上ファンド側は、東京スタイル社長が取締役会の決議を経ずに多数の有価証券に投資した結果、73億円余りの損害を負ったとして東京スタイル社長に対し10億円の損害賠償を求める株主代表訴訟を東京地裁に提訴した。提訴にあたって、2003年の株主総会で東京スタイル社長が株主の質問を遮って議案を強行採決したため、社長の一連の行動が取締役の説明義務違反にあたると訴えた。
2005年10月17日、東京地裁が職権で和解勧告を行い、東京スタイル社長が損害賠償として東京スタイルに1億円を支払うことを条件として和解が成立した。